# Mosonmagyaróvár
Mosonmagyaróvár (in tedesco Wieselburg-Ungarisch Altenburg; in slovacco Starý hrad; in latino Ad Flexum) è una città dell'Ungheria nordoccidentale, situata nella contea di Győr-Moson-Sopron ed attraversata dal fiume Lajta (in tedesco Leitha, un affluente a sud del Danubio. La città è situata a breve distanza dal confine austriaco sull'asse ferroviario e autostradale tra Vienna e Budapest; nel 2017 contava 32 878 abitanti.
Mosonmagyaróvár è sorta nel 1939 per effetto della fusione delle due città di Moson (in tedesco Wieselburg) e Magyaróvár (in tedesco Ungarisch-Altenburg). Entrambe le città hanno funto, in periodi storici differenti, da capoluogo dell'antico comitato di Moson.
La città è nota per ospitare circa 350 studi dentistici, uno dei tassi più alti al mondo in rapporto alla popolazione, che attirano migliaia di clienti all'anno dagli stati confinanti, principalmente dall'Austria.

## Storia
La zona ove sorge oggi Magyaróvár fu occupata dai Romani attorno alla seconda metà del I secolo d.C. sotto Nerone. Qui sorse nell'ambito delle fortificazioni del limes costituito dal Danubio, un accampamento ausiliario chiamato Ad Flexum, dove soggiornò la Cohors II Alpinorum equitata quingenaria almeno dal 60 al 154 d.C. Nel corso della rivoluzione ungherese del 1956, il 26 ottobre mattina, la guarnigione della polizia politica della città sparò proditoriamente contro una manifestazione pacifica di 5 000 persone, tra le quali molti giovani, donne e perfino bambini: rimasero uccisi in 52 e feriti in 86. Tra le vittime ragazzi, donne, anche un bambino di 18 mesi.

## Monumenti e luoghi d'interesse
- Castello di Mosonmagyaróvár (XIII secolo)
- Chiesa cattolica romana (stile barocco)
- Flexum Termál - bagni termali

## Amministrazione

### Gemellaggi
- Stockerau, Austria
- Arese, Lombardia, Italia
- Hattersheim am Main, Germania
- Hadsten, Danimarca
- Piotrków Trybunalski, Polonia
- Šamorín, Slovacchia
- Senec, Slovacchia
- Sfântu Gheorghe, Romania